# Kingdom of Doom
«Kingdom of Doom» es un sencillo del supergrupo The Good, the Bad & the Queen. El lanzamiento de la canción se produjo el 15 de enero de 2007, del álbum de estudio del mismo nombre The Good, the Bad & the Queen. Acerca del nombre de la banda, Damon Albarn dijo: «No haremos otro álbum, y no nombramos correctamente la banda porque un nombre es para un matrimonio».

## Video musical
El video comienza dándole importancia a una ciudad, se enfoca el cuarto de la banda. Donde la banda está haciendo diferentes quehaceres como lavando los platos, jugando dominós, cocinando, cortando vegetales, y repartiendo la cena.

## Lista de canciones
| - CD promo CD CDRDJ6732 1. "Kingdom of Doom" – 2.42 - Disco en vinilo de Gatefold R6732 1. "Kingdom of Doom" – 2:42 2. "The Good, the Bad and the Queen" (en vivo en The Tabernacle) – 4:22 - Disco en vinilo rojo RS6732 1. "Kingdom of Doom" – 2:42 2. "Start Point" (Sketches of Devon) – 4:47 | - CD CDR6732 1. "Kingdom of Doom" – 2:42 2. "Hallsands Waltz" (Sketches of Devon)" – 2:55 3. "The Bunting Song" (en vivo en The Tabernacle) – 3:57 - Descarga digital 1. "Kingdom of Doom" (en vivo en The Roundhouse) – 3:20 |  |

## Personal
- Damon Albarn: voces, piano, sintetizadores
- Simon Tong: guitarra
- Paul Simonon: bajo
- Danger Mouse: pandereta, campanas de viento
- Tony Allen: tambores